# 阿尔唐普
阿尔唐普（法語：Artemps）是法国皮卡第大区埃纳省的一个市镇，属于圣康坦区圣西门县。该市镇2009年时的人口为371人。

## 人口
阿尔唐普人口变化图示
| 数据来源：INSEE |